# Ryszard Tomczyk
Pour les articles homonymes, voir Tomczyk.
Ryszard Tomczyk est un boxeur polonais, né à Trzebnica le 27 avril 1950.

## Carrière
Champion de Pologne des poids plumes en 1971 et 1972 et des poids légers en 1975, sa carrière amateur est également marquée par une médaille d'or en poids plumes aux championnats d'Europe de Madrid en 1971 ainsi que par une médaille d'argent à Belgrade en 1973 et une médaille de bronze à Katowice en 1975 en poids légers.

### Jeux olympiques
- Participation aux Jeux de 1972 à Munich.

### Championnats d'Europe de boxe amateur
- Médaille de bronze en -60 kg en 1975 à Katowice, Pologne
- Médaille d'argent en -60 kg en 1973 à Belgrade, Yougoslavie
- Médaille d'or en -57 kg en 1971 à Madrid, Espagne

### Championnats de Pologne
- Champion national en 1971, 1972 (poids plumes) et 1975 (poids légers)
- Vice-champion national en 1973 (poids légers)